# Walpole (Australie-Occidentale)
Pour les articles homonymes, voir Walpole.
Walpole est une localité d'Australie-Occidentale, à 430 km au sud de Perth.

## Histoire
L'entrée doit son nom à la rivière Walpole, découverte en 1831 par le capitaine Thomas Bannister, et nommée par le gouverneur Stirling en l'honneur du capitaine W. Walpole, avec qui il avait servi à bord du HMS Warspite en 1808.
Les premiers colons européens à arriver dans la région furent Pierre Bellanger et sa famille en 1909. Ils ont voyagé à bord du Grace Darling depuis Albany.
Des terres dans la région de Walpole ont été réservées pour un parc national en 1910, et la région est ensuite devenue une destination de vacances populaire. Un développement majeur a commencé à se produire dans les années 1930 dans le cadre du programme de colonisation des terres. Le chemin de fer a atteint Nornalup en 1929 et le site de la ville de Walpole a été classé au journal officiel en 1933. Le réseau électrique local est éloigné et fragile, et une centrale hydroélectrique à accumulation par pompage est en cours de construction pour stabiliser l'alimentation électrique de Walpole.

## Environnement
La Scott River passe près de Walpole.
Le Parc national du Mont Frankland est situé au nord de Walpole. Le Parc national D'Entrecasteaux se trouve également à proximité.

### Faune et flore
On trouve le pseudoscorpion Calymmachernes angulatus, ainsi que les araignées Karriella walpolensis et Chasmocephalon tingle. On trouve aussi l'opilion Lomanella peltonychium.
Corymbia ficifolia est un arbre originaire d'une très petite zone côtière du sud de l'Australie-Occidentale (quelques dizaines de kilomètres de long) à l'est de Walpole. Eucalyptus jacksonii est trouvé au nord et à l'est de la ville, notamment dans le Parc national Walpole-Nornalup.

## Galerie de photographies

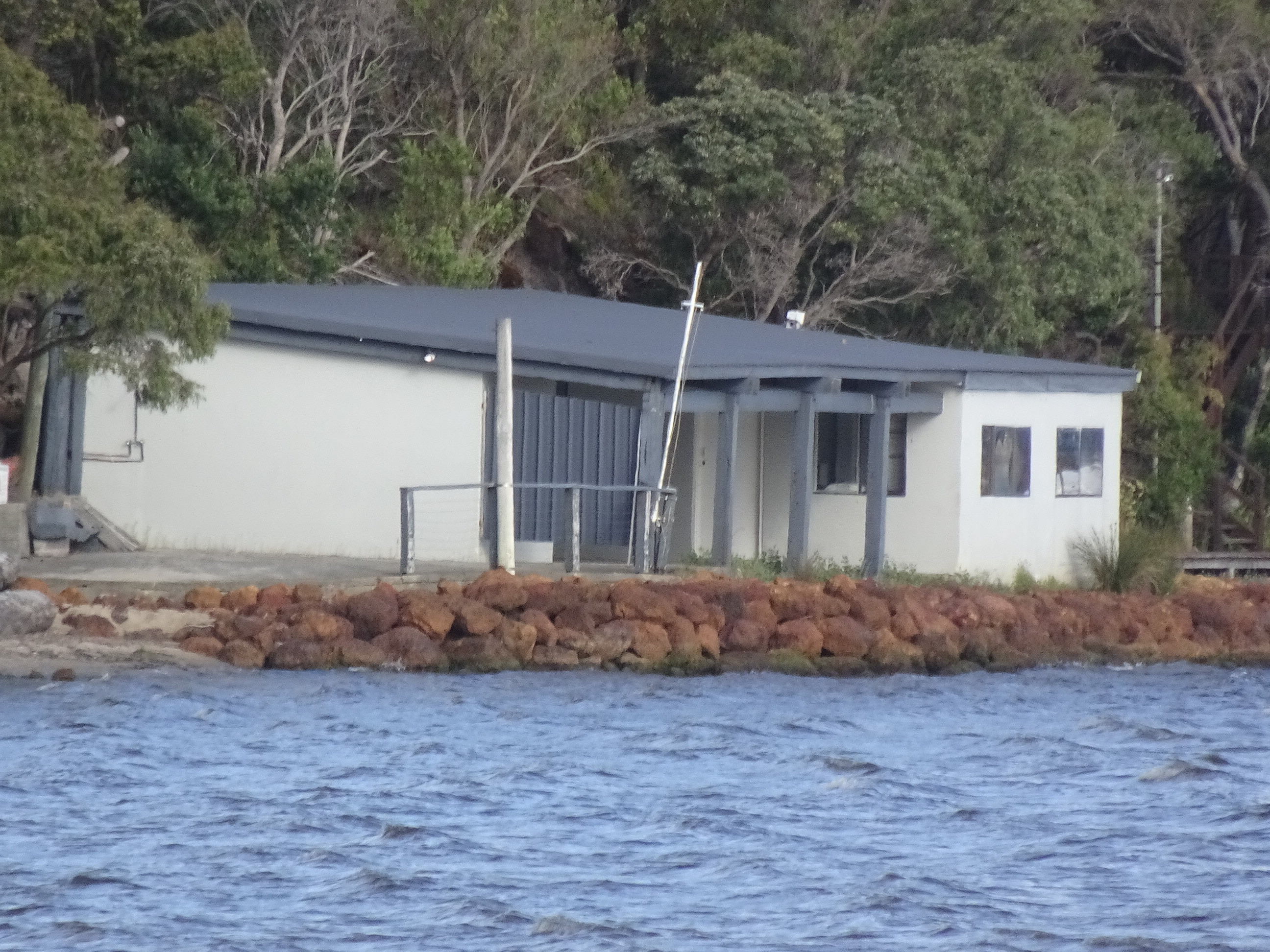
Une cabane en bord de mer, à Walpole en 2023.
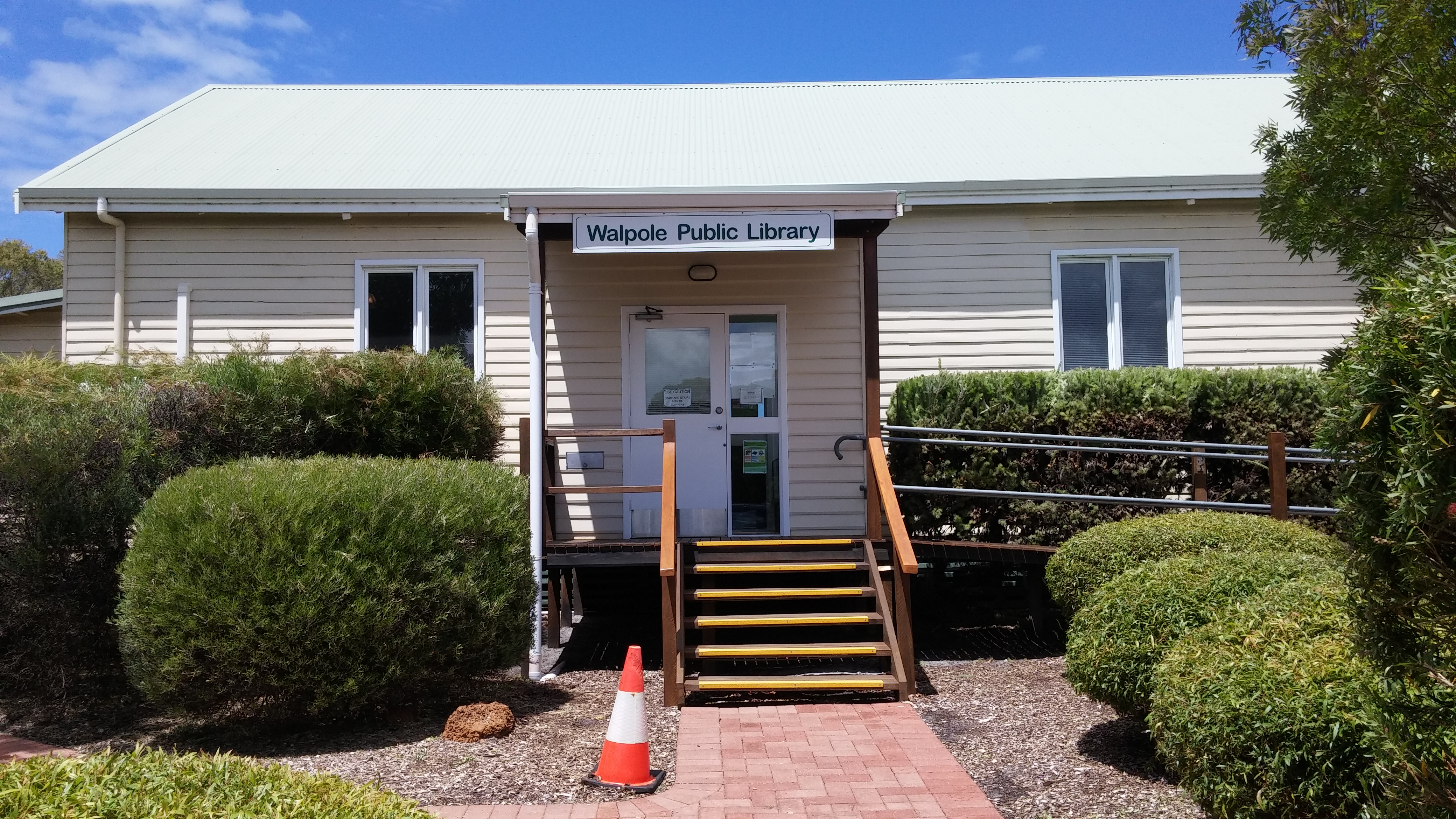
Bibliothèque publique à Walpole.